# روني بيريز
روني بيريز ولد سنة 1940 في تلمسان، الجزائر. ينحدر من عائلة بن سوسان اليهودية الأندلسية.

## عمله الفني
كان يغني «الشعبي» و«الحوزي» وهما نوعان متفرعان عن الغناء العربي الأندلسي.
غادر الجزائر إلى فرنسا رفقة عائلته وتوفي في سبتمبر 2011 بباريس.